# Valle de Cuautitlán

Mapa general del valle de Cuautitlán como parte de la cuenca de México

El Valle Cuautitlán es uno de los cuatro valles que forman la cuenca de México localizado al norte del valle de México, al sur del Valle de Cuautitlán y al poniente del Valle de Apan, es usual que este valle sea confundido con el valle de México incluso en documentos oficiales, pero conforma una zona geográfica diferente a la del valle de México, por esta confusión y asuntos de tipo políticos administrativos, el gobierno del estado de México creó el ente administrativo del Valle de Cuautitlán - Texcoco.
Este valle se utilizó como paso para la salida del agua del valle de México y el lago de Texcoco, inicialmente por medio del Tajo de Nochistongo para que no se desbordara sobre la Ciudad de México y así contener el agua del antiguo lago de Texcoco.

## Ubicación
El valle de Cuautitlán está ubicado dentro de la región hidrológica n.º 28 llamada Pánuco y la región XIII llamada Valle de México del Sistema Cutzamala, con elevaciones mínimas entre 2150 m s. n. m. a 2250 m s. n. m. en sus valles y en las sierras de Monte Alto y Tepotzotlán  de unos 3000 m s. n. m. como máximo, es esta una cuenca abierta al oriente y norte por donde descarga sus afluentes hidrológicos en la región hidrológica n.º 28.
A este valle le rodean al poniente la sierra de Monte Alto, al sur la sierra de Guadalupe, al oriente las sierras de Patlachique y Chichicuautla, al norte el valle de Tizayuca y la sierra de Tepotzotlán. Está integrado dentro de los territorios del Estado de México y una parte del Estado de Hidalgo, por lo que comprende buena parte de la Zona Metropolitana de la Ciudad de México.
- Norte: 20°11′0.2″ N; 98°45′2.28″ O.[cita requerida]
- Oeste: 19°30′0.01″ N; 99°30′59.54″ O.
- Sur: 20°11′0.2″ N; 98°45′2.28″ O.
- Este: 19°0′29.8″ N; 98°31′9.9″ O.

### Geografía
Su paisaje en las zonas del valle es de tipo agrícola con pocas zonas boscosas, sobre todo producto de la tala de los bosques, con gran cantidad de matorrales que sirven al desarrollo de una agricultura de temporal, basada en los cultivos de maíz, frijol, etc. El clima es predominantemente templado, subhúmedo, con suelos Feozem, Cambisol y Vertisol que ocupan el 85% del área y los de las montañas volcánicas altas,templadas , subhúmedas, específicamente las pendientes y cimas sobre rocas extrusivas ácidas y básicas con diversos usos que representan el 15% del territorio.
En su zona central se ubicaba la cuenca norte del lago de Texcoco que rodeaba por el oriente a la sierra de Guadalupe para entrar en el valle y comunicarse con el lago de Xaltoncan y el Lago de Zumpango, los cuales se ubicaban a una altitud promedio mayor que la del lago de Texcoco.

## Valle Cuautitlán - Texcoco

Mapa general del Valle de Cuautitlan-Texcoco como parte de la cuenca de México

Por razones políticas y administrativas es comúnmente integrado, llamado o referido el valle de Cuautitlán como parte del valle de México, lo que causa no pocas confusiones y problemas de identificación, como es el caso de la llamada Zona Metropolitana de la Ciudad de México, que en principio abarca dos valles y que tiene una mayor parte de su superficie y población en el estado de México, al contrario de la creencia común que considera que todo el valle de México se ubica dentro del territorio del Distrito Federal lo cual incluso a nivel constitucional en México llevó a tomar como sinónimos a la Ciudad de México con el Distrito Federal o en su caso el Estado del valle de México.
Por esto para evitar problemas administrativos el gobierno del estado de México optó por llamar a las grandes áreas ubicadas en su territorio, pertenecientes a los valles de México y Cuautitlán, y a las pequeñas de los valles de Tizayuca y Apan como Valle de Cuautitlán - Texcoco, evitando así los constantes problemas de interpretación sobre la pertenencia o ubicación de algún lugar.